# Dzierżoniów Dolny
Dzierżoniów Dolny – nieczynny przystanek kolejowy w Dzierżoniowie, w województwie dolnośląskim, w Polsce.
| Dzierżoniów Dolny                         |  |                                              |
| Linia 137 Katowice – Legnica (211,481 km) |  |                                              |
| Dzierżoniów Śląskiodległość: 2,666 km     |  | Mościsko Dzierżoniowskie odległość: 4,071 km |